# Celtic Fiddle Festival
Celtic Fiddle Festival is een succesvolle muziekformatie bestaande uit de violisten, de Ier Kevin Burke, de Schot Johnny Cunningham, de Breton Christian LeMaitre en de gitarist John McGann die optraden op het in 1993 uitgekomen eerste album. In 1998 verscheen het tweede album onder de naam Celtic Fiddle Festival - Encore, Söig Siberil was de gitarist.
In 2003 kwam het derde album Celtic Fiddle Festival - Rendezvous. Beide laatstgenoemde albums met dezelfde violisten. 
Na het overlijden van Johnny Cunningham in 2003 ontstond in 2005 het vierde album Celtic Fiddle Festival - Play on. Cunningham werd hier vervangen door de Canadese violist André Brunet terwijl Ged Foley zijn medewerking verleende als gitarist.